# 어랑비행장
어랑비행장(漁郞飛行場, 영어: Orang Airport, IATA: RGO, ICAO: ZKHM)은 조선민주주의인민공화국 함경북도 어랑군 어랑읍에 위치한 공항으로, 청진비행장이라고도 한다. 청진시의 도심에서 남서쪽으로 약 45km 떨어져 있으며, 어랑역 인근에 있다.
조선민주주의인민공화국에는 정기 국내선이 없는데, 과거에는 이 공항과 평양국제비행장의 노선이 유일한 정기 국내선(주 2회 운항)이었다.

## 역사
일제강점기에 일본군에 의해 건설되었다. 비행장을 건설할 때 청진시의 도심 인근에 이미 청진비행장이 있었고, 당시 행정구역이 경성군 주북면 회문동이었기 때문에 회문비행장(會文飛行場)으로 불렸다.
한국 전쟁 때 미공군은 이 비행장을 "K-33"으로, 청진비행장을 "K-34"로 명명했는데, 미공군의 공습으로 청진비행장과 인근의 도심이 파괴되어 청진 도심에서 멀리 떨어진 이곳을 청진시의 공항으로 쓰고 있다.

## 시설
어랑비행장은 길이 2500m인 활주로 1본과 유도로 하나로 구성되어 있다.
조선인민군이 공항을 관리하고 있다.

## 사진

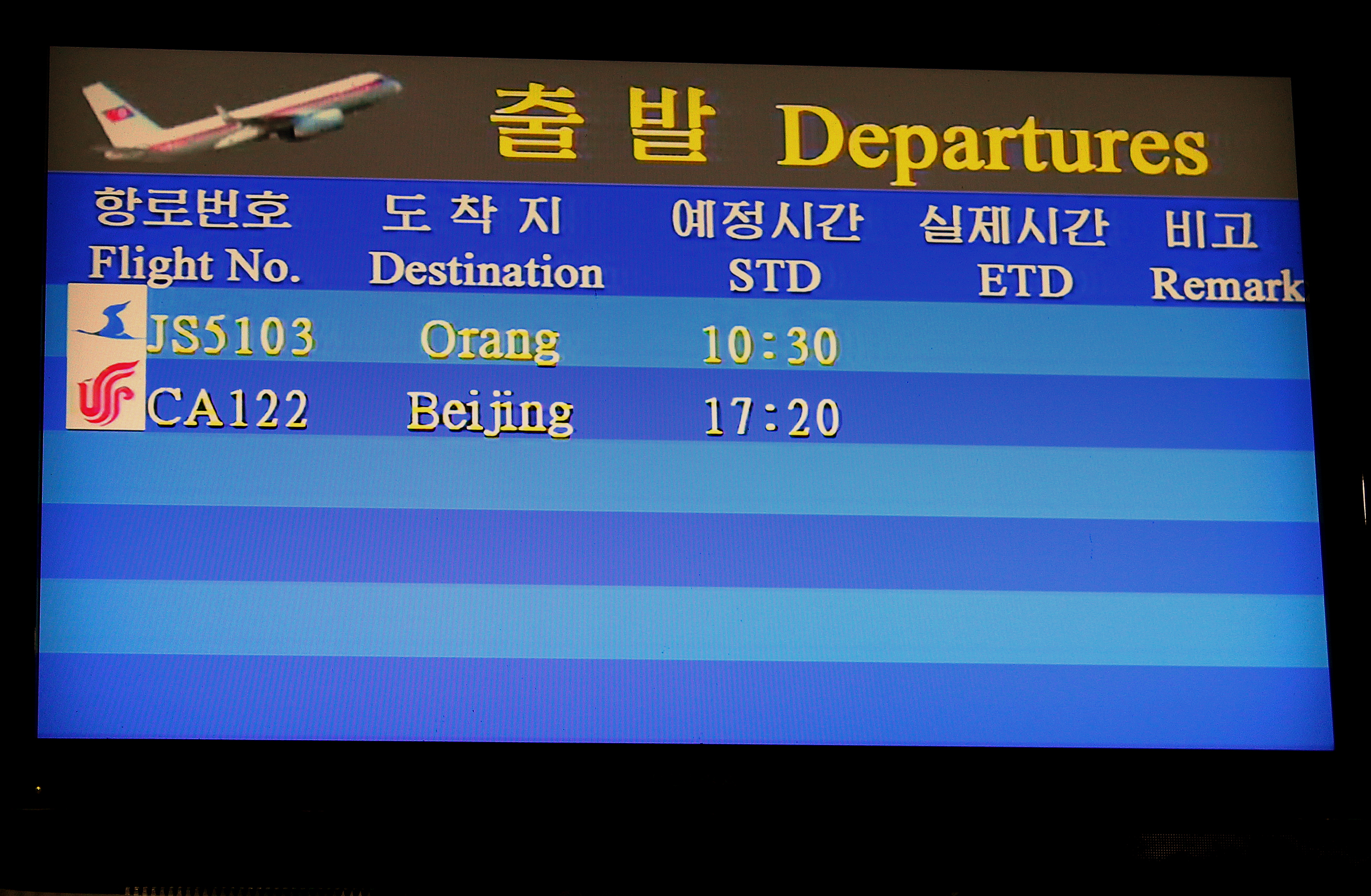
어랑행 표시가 된 출발 안내 (평양, 2012년)
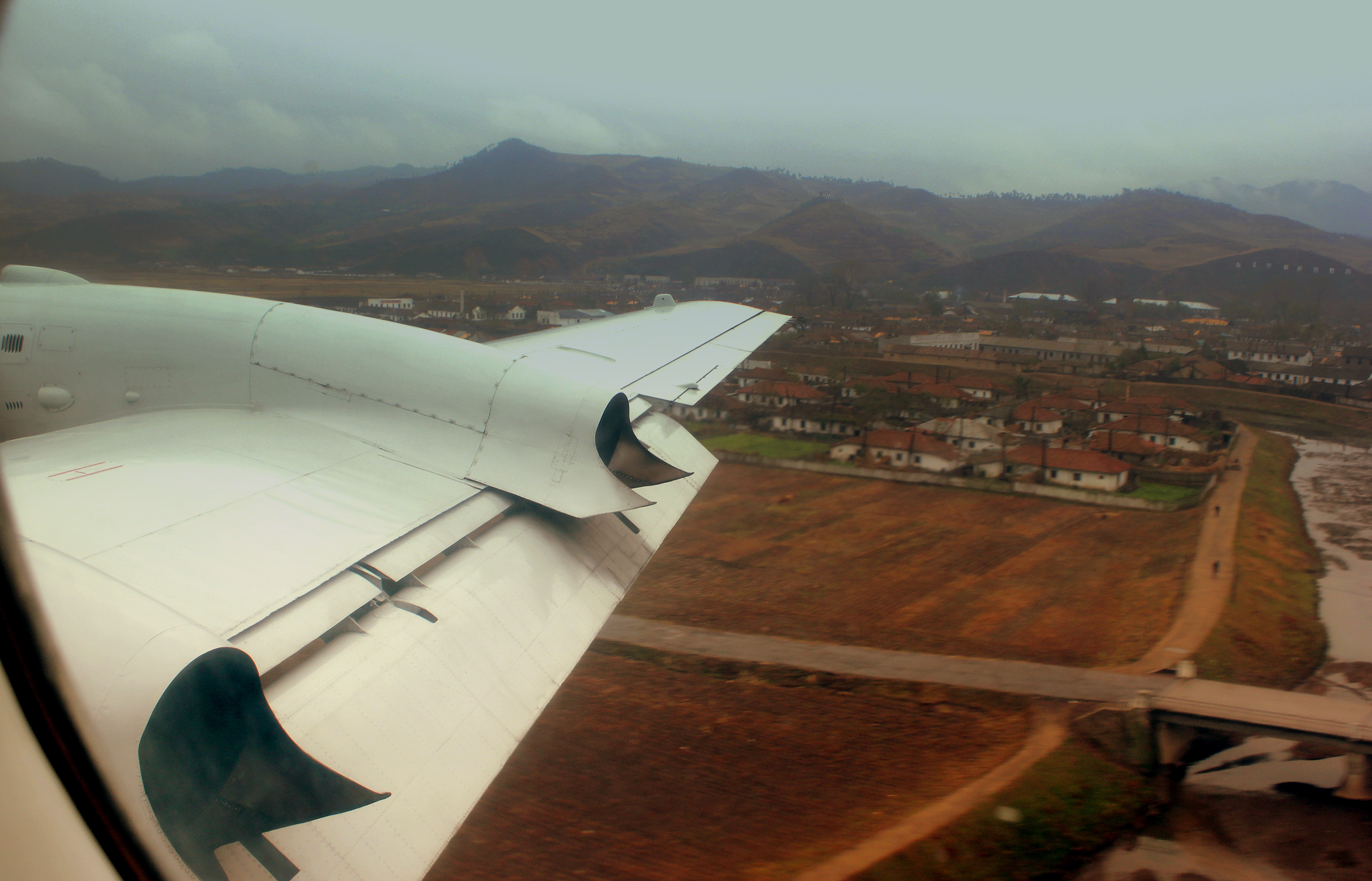
공항 착륙 직전의 모습 (2012년)
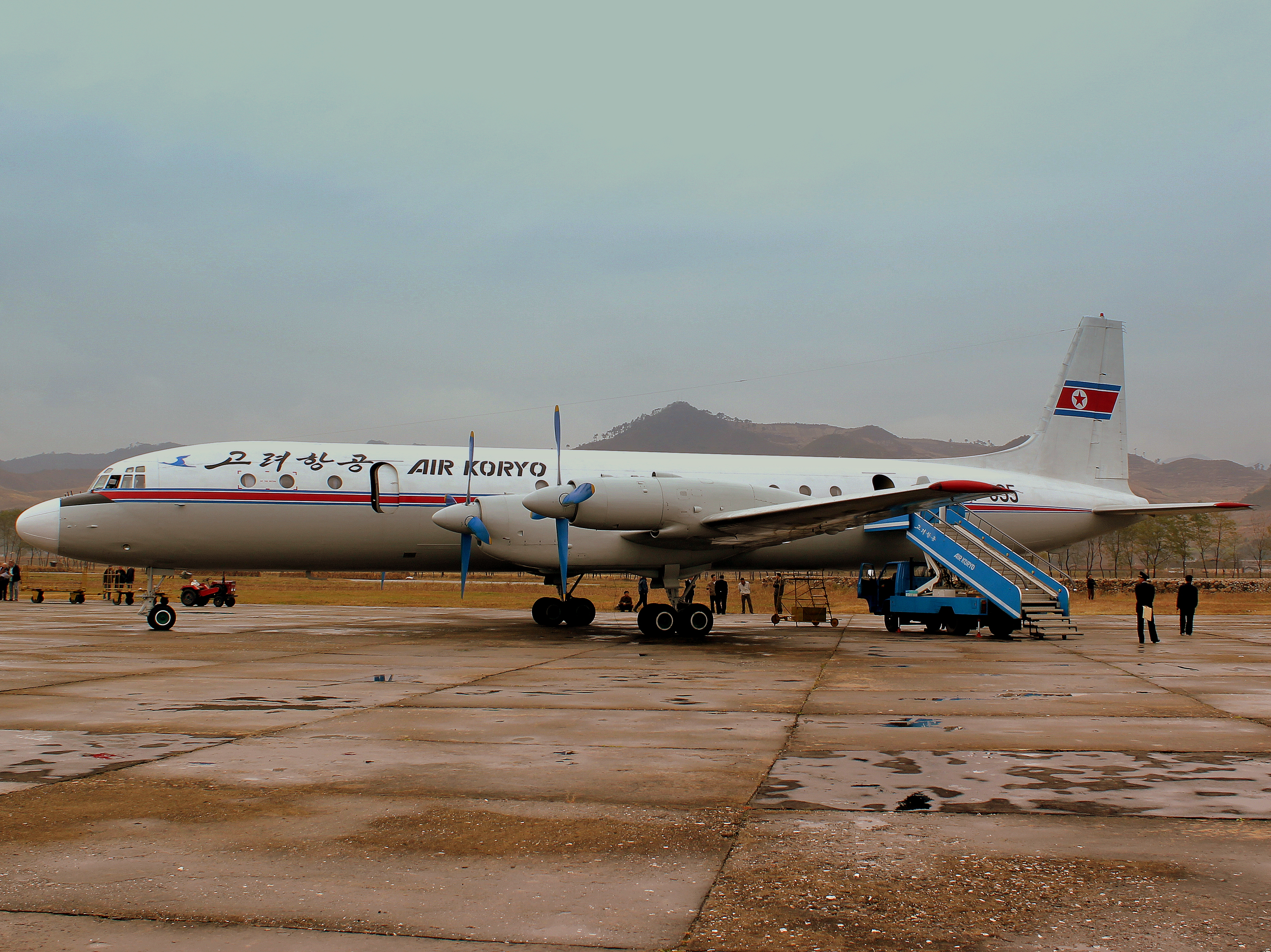
평양에서 도착한 고려항공 여객기 (2012년)
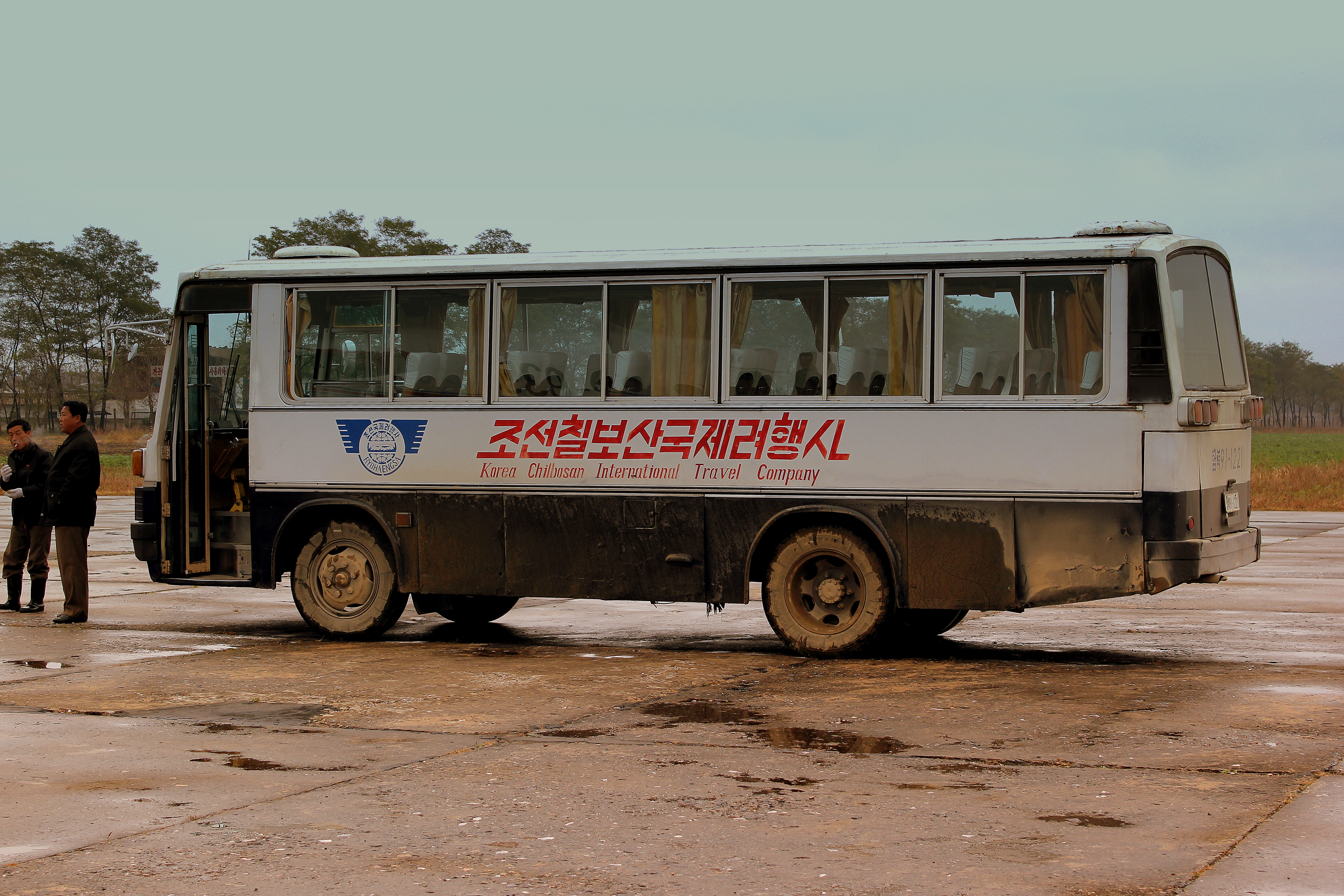
조선칠보산국제여행사(조선칠보산국제려행사)의 투어버스 (2012년)
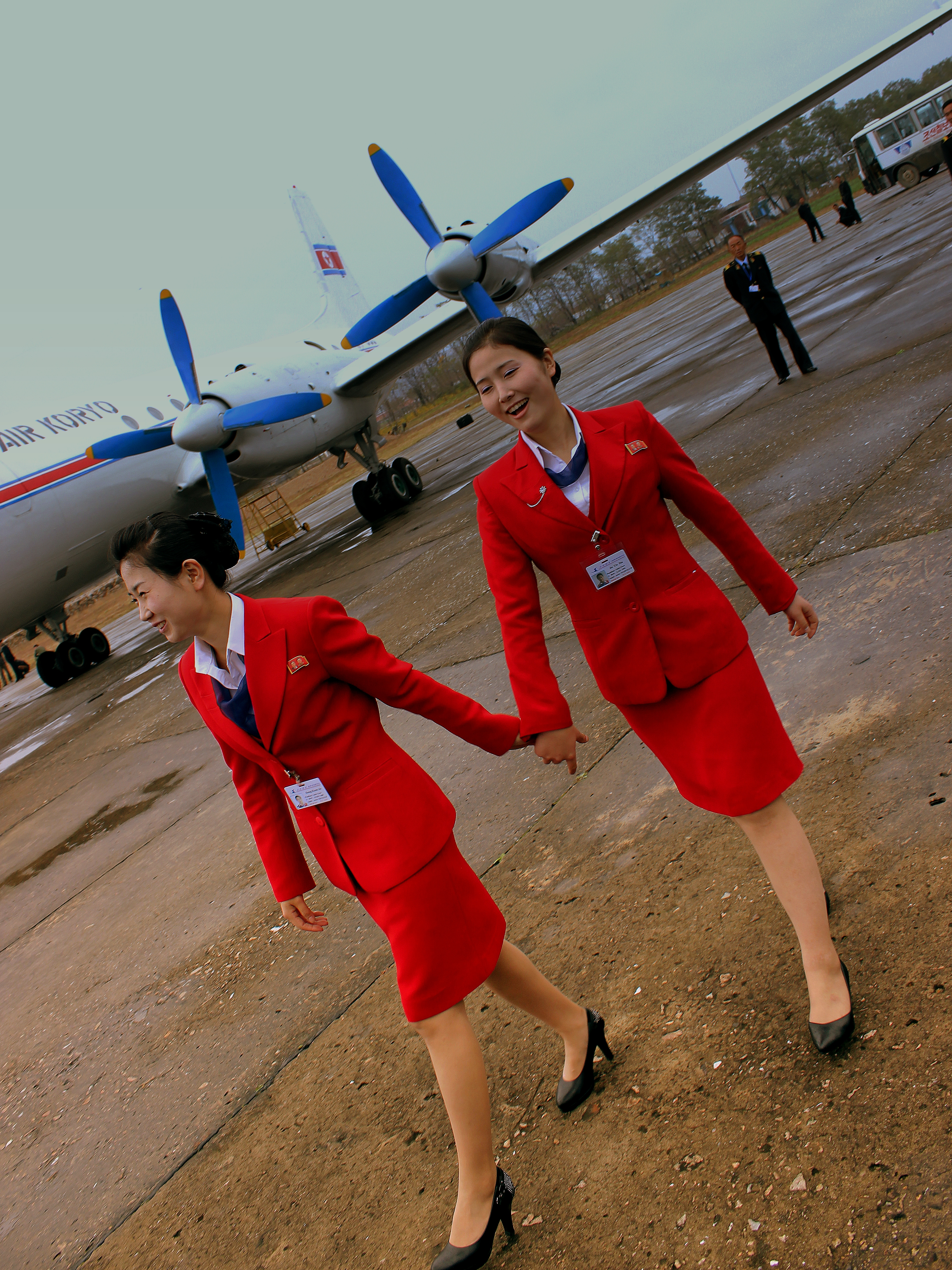
어랑비행장에 내린 고려항공 승무원 (2012년)

## 운항 노선

### 국내선
| 항공사   | 목적지         |
| -------- | -------------- |
| 고려항공 | 부정기편: 평양 |

### 화물 노선
| 항공사   | 목적지 |
| -------- | ------ |
| 고려항공 | 평양   |